# باگارموسسن
باگارموسسن (انگلیسی: Bagarmossen) یک منطقه مسکونی در استکهلم سوئد است. باگارموسسن تا تاریخ ۳۱ دسامبر ۲۰۰۹ دارای ۱۰۹۵۱ نفر جمعیت بوده‌است.